# Premierminister (Singapur)
Der Premierminister von Singapur ist der Regierungschef der Republik Singapur. Der Präsident ernennt den Premierminister, einen Abgeordneten, der seiner Meinung nach am ehesten das Vertrauen der Mehrheit der Abgeordneten genießt. Der amtierende Premierminister ist Lee Hsien Loong, der sein Amt am 12. August 2004 angetreten hat. Neuer Premierminister wird ab dem 15. Mai 2024 Lawrence Wong sein.
Singapur ist dem Westminster-System nachempfunden. Der Premierminister regiert nur mit dem Vertrauen der Mehrheit im Parlament; Daher sitzt der Premierminister in der Regel als Parlamentsabgeordneter (MP) und führt die größte Partei oder eine Parteienkoalition an. In der Praxis ist der Premierminister der Vorsitzende der Mehrheitspartei im Parlament.

## Regierungschefs von Singapur
Zeitleiste

### Übersicht
| Nr. | Bild | Name                                                              | Partei | Amtsbezeichnung | Amtsantritt       | Amtsende          | Amtsdauer |
| --- | ---- | ----------------------------------------------------------------- | ------ | --------------- | ----------------- | ----------------- | --------- |
| 1   |      | Lee Kuan Yew லீ குவான் இயூ 李光耀 * 16. September 1923 † 23. März 2015 | PAP    | Premierminister | 9. August 1965    | 28. November 1990 | 9242 Tage |
| 2   |      | Goh Chok Tong கோ சொக் தொங் 吴作栋 * 20. Mai 1941                       | PAP    | Premierminister | 28. November 1990 | 12. August 2004   | 5006 Tage |
| 3   |      | Lee Hsien Loong லீ சியன் லூங் 李显龙 * 10. Februar 1952                | PAP    | Premierminister | 12. August 2004   | 15. Mai 2024      | 7216 Tage |
| 4   |      | Lawrence Wong லாரன்சு வோங் 黃循財 * 18. Dezember 1972                  | PAP    | Premierminister | 15. Mai 2024      | amtierend         | 458 Tage  |